# Corrina, Corrina
Pour plus de détails, voir Fiche technique et Distribution.
Corrina, Corrina est un film américain de Jessie Nelson, sorti en 1994.

## Synopsis
Dans l'Amérique des années 1950, Manny, compositeur de jingles publicitaires, élève seul sa fille, Molly, depuis la mort de son épouse. N'acceptant pas cette disparition, la fillette s'est enfermée dans le mutisme. Manny, qui a du mal à gérer seul sa maison et sa petite fille, engage Corrina, une gouvernante Noire. Corrina va progressivement gagner le cœur de Molly, et lui redonner le sourire et la parole. Manny et Corrina vont découvrir qu'ils ne sont pas indifférents l'un à l'autre, ce qui ne déplait pas à Molly, mais n'est pas socialement acceptable aux États-Unis à cette époque. L'environnement de Manny comme la famille de Corrina les met en garde contre cette liaison.

## Fiche technique
- Titre : Corrina, Corrina
- Réalisation : Jessie Nelson
- Scénario : Jessie Nelson
- Montage : Lee Percy
- Musique : Rick Cox. On y entend également plusieurs extraits musicaux, notamment Peace Piece de Bill Evans[1]
- Sociétés de distribution : New Line Cinema
- Budget : 22 000 000 de dollars
- Pays d'origine :  États-Unis
- Langue : anglais
- Genre : comédie dramatique
- Durée : 115 minutes
- Dates de sortie :
  -  États-Unis : 12 août 1994
  -  Allemagne : 27 octobre 1994
  -  Autriche : 28 octobre 1994
  -  France : 16 novembre 1994
  -  Espagne : 18 novembre 1994
  -  Royaume-Uni,  Irlande : 25 novembre 1994

## Distribution
- Whoopi Goldberg (VF : Maïk Darah ; VQ : Anne Caron) : Corrina Washington
- Ray Liotta (VF : Bernard Alane ; VQ : Daniel Picard) : Manny Singer
- Tina Majorino (VF : Adeline Chetail ; VQ : Sabrina Germain) : Molly Singer
- Wendy Crewson (VF : Déborah Perret ; VQ : Élizabeth Lesieur) : Jenny Davis
- Don Ameche : Grand-père Harry
- Larry Miller (VF : Michel Dodane ; VQ : Mario Desmarais) : Sid
- Joan Cusack (VF : Céline Monsarrat ; VQ : Natalie Hamel-Roy) : Jonesy
- K. T. Stevens : Mme Morgan
- Patrika Darbo : Wilma
- Harold Sylvester (VF : Thierry Desroses) : Frank
- Steven Williams : Anthony T. Williams
- Lucy Webb (VQ : Johanne Léveillé) : Shirley
- Jenifer Lewis (VQ : Claudine Chatel) : Jevina
- Erica Yohn (VF : Lita Recio, VQ : Yolande Roy) : Grand-mère Eva
- Lin Shaye : Nounou